# Ruby Stokes
Ruby May Stokes (Hackney, Londres; 4 de septiembre de 2000) es una actriz británica. A lo largo de su carrera en la interpretación ha aparecido en las películas Una (2016), Rocks (2019) y A Banquet (2021). En televisión ha protagonizado la serie de detectives de Netflix Lockwood & Co. (2023) y también interpretó a Francesca, la sexta niña de los Bridgerton, en las dos primeras temporadas del drama de época Bridgerton (2020-2022).

## Biografía
Ruby Stokes nació el 4 de septiembre de 2000 en Hackney un municipio londinense (The London Borough of Hackney) en el nordeste de Londres. Tiene dos hermanos menores, Clement y Seth, que aparecieron en la serie de ITV Angela Black. Asistió a la BRIT School —un colegio situado en Croydon, en Londres, centrado en proveer educación y entrenamiento vocacional para la actuación, los medios, el arte y el diseño— y al Young Actors Theatre Islington. Después de completar sus estudios se convirtió en miembro del London Youth Circus, que forma parte del National Center for Circus Arts.
Comenzó su carrera en 2010 como actriz infantil con un puñado de pequeños papeles en diversas series de televisión antes de hacer su debut cinematográfico en el drama Una de 2016 como una versión joven del personaje principal interpretado por Rooney Mara. En 2019, apareció en la película Rocks de Sarah Gavron. Al año siguiente, fue elegida como Francesca, la sexta hija de la familia Bridgerton, en el drama de época Bridgerton de Netflix producido por Shondaland en 2020, un papel que interpretaría en las dos primeras temporadas de la serie antes de abandonarla debido a problemas de agenda.
En 2021 prestó su voz al personaje de Kitty en la película animada Where is Anne Frank e interpretó a Isabelle en la película de terror A Banquet. En 2022 se anunció que interpretaría a Lucy Carlyle en la adaptación de Netflix de Lockwood & Co. y junto a Samantha Morton en la adaptación de Paramount+ de The Burning Girls, ambas estrenadas en 2023. También en 2023, hizo su debut teatral profesional con la obra de teatro That Face junto con Niamh Cusack en el Orange Tree Theatre de Londres.

## Filmografía

### Cine
| Año  | Título                | Papel                | Notas                 | Ref.   |
| ---- | --------------------- | -------------------- | --------------------- | ------ |
| 2016 | Una                   | Una Spencer de joven |                       | [ 12 ] |
| 2017 | The Price of Time     | Evie                 | Cortometraje          |        |
| 2019 | Rocks                 | Agnes                |                       |        |
| 2020 | It's Going to Be Okay | Jamie                | Cortometraje          |        |
| 2020 | Shagbands             | Chantelle            | Cortometraje          |        |
| 2021 | Where is Anne Frank   | Kitty (voz)          | Película de animación |        |
| 2021 | A Banquet             | Isabelle             |                       | [ 8 ]  |
| 2023 | Black Dog             | Kayla                |                       | [ 13 ] |
| —    | Sunny Dancer          | —                    |                       | [ 14 ] |
| —    | Butterfly Stroke      | Lori                 |                       | [ 15 ] |
| —    | Madfabulous           | Lily                 | Filmándose            | [ 16 ] |

### Televisión
| Año       | Título            | Papel                | Notas                                                       | Ref.   |
| --------- | ----------------- | -------------------- | ----------------------------------------------------------- | ------ |
| 2010      | Just William      | Grumpy Girl          | Episodio: «Parrots for Ethel»                               |        |
| 2011      | Not Going Out     | Little Lucy          | Episodio: «Debbie»                                          |        |
| 2014      | Da Vinci's Demons | Amelia               | Episodios: «The Ends of the Earth» y «The Rope of the Dead» |        |
| 2018      | shortFLIX         | Lilah                | Episodio: «Nosebleed»                                       |        |
| 2020–2022 | Bridgerton        | Francesca Bridgerton | Papel recurrente (temporadas 1-2); 5 episodios              | [ 4 ]  |
| 2023      | Lockwood & Co.    | Lucy Carlyle         | Papel principal; 8 episodios                                | [ 9 ]  |
| 2023      | The Burning Girls | Flo Brooks           | Papel principal; 6 episodios                                | [ 10 ] |
| 2024      | The Jetty         | Hannah               | Papel secundario; 4 episodios                               | [ 17 ] |

### Teatro
| Año  | Título                   | Papel  | Notas               | Ref.   |
| ---- | ------------------------ | ------ | ------------------- | ------ |
| 2023 | That Face                | Mia    | Orange Tree Theatre | [ 11 ] |
| 2024 | Till The Stars Come Down | Leanne | Dorfman Theatre     | [ 18 ] |
| 2025 | The Habits               | Jess   | Hampstead Theatre   | [ 19 ] |

## Videojuegos
| Año  | Título        | Papel           | Notas | Ref.   |
| ---- | ------------- | --------------- | ----- | ------ |
| 2018 | DUSK          |                 |       |        |
| 2022 | As Dusk Falls | Vanessa Dorland |       | [ 20 ] |